# 1180 Rita
Rita (asteróide 1180) é um asteróide da cintura principal com um diâmetro de 97 quilómetros, a 3,3568097 UA. Possui uma excentricidade de 0,159614 e um período orbital de 2 915,88 dias (7,99 anos).
Rita tem uma velocidade orbital média de 14,90283178 km/s e uma inclinação de 7,19821º.
Esse asteróide foi descoberto em 9 de Abril de 1931 por Karl Reinmuth.